# Bučum
Bučum (cyr. Бучум) – wieś w Serbii, w okręgu niszawskim, w gminie Svrljig. W 2011 roku liczyła 76 mieszkańców.